# Donavan Brazier
Donavan Brazier (Grand Rapids, 15 de abril de 1997) es un deportista estadounidense que compite en atletismo, especialista en las carreras de medio fondo. Ganó una medalla de oro en el Campeonato Mundial de Atletismo de 2019, en la prueba de 800 m.

## Palmarés internacional
| Campeonato Mundial | Campeonato Mundial | Campeonato Mundial | Campeonato Mundial |
| Año                | Lugar              | Medalla            | Prueba             |
| ------------------ | ------------------ | ------------------ | ------------------ |
| 2019               | Doha (Catar)       | Medalla de oro     | 800 m              |